# Die Nasen von Nauru
Die Nasen von Nauru sind ein deutsches Musikkabarett-Duo, bestehend aus Christoph Jenisch und Martin Beer. Benannt sind sie nach der pazifischen Republik Nauru.
Die Nasen von Nauru wurden 1992 in Frankfurt am Main gegründet. Neben ihren Bühnenprogrammen hat die Gruppe 2002 eine Best-of-CD veröffentlicht. Zudem haben Beer und Jenisch zwei kabarettistische Bücher herausgegeben.

## Programme
- Schön, aber blöd (1992)
- Realität oder reality? (1994)
- Leonce ohne Lena (1997)
- Striptease (1999)
- Der Hexer …? (2000)

## Alben
- Unvergessene Früchte (2002)

## Bücher
- Sydney – Abenteuer eines arglosen Hasen, Satzwerk:Verlag, ISBN 3-930333-56-2
- Ganz anders. Ein Roadmovie. Satzwerk-Verlag, Göttingen 2005, ISBN 3-930333-55-4.